# Reinoso de Cerrato
Reinoso de Cerrato ist ein nordspanisches Dorf und eine Gemeinde (municipio) mit 57 Einwohnern (Stand: 2024) in der Provinz Palencia in der Autonomen Gemeinschaft Kastilien-León.

## Lage und Klima
Reinoso de Cerrato liegt in der Region Tierra de Campos auf der kastilischen Hochebene in einer Höhe von ca. 740 m. Die Provinzhauptstadt Palencia befindet sich mit ihrem Stadtzentrum etwa zwölf Kilometer (Fahrtstrecke) westnordwestlich. Der Río Pisuerga begrenzt die Gemeinde im Norden und Nordwesten.
Das Klima im Winter ist durchaus kalt, im Sommer dagegen warm bis heiß; die eher spärlichen Regenfälle (ca. 491 mm/Jahr) fallen überwiegend im Winterhalbjahr.

## Bevölkerungsentwicklung
| Jahr      | 1970 | 1981 | 1991 | 2001 | 2011 | 2021 |
| Einwohner | 181  | 106  | 101  | 82   | 58   | 58   |

## Sehenswürdigkeiten

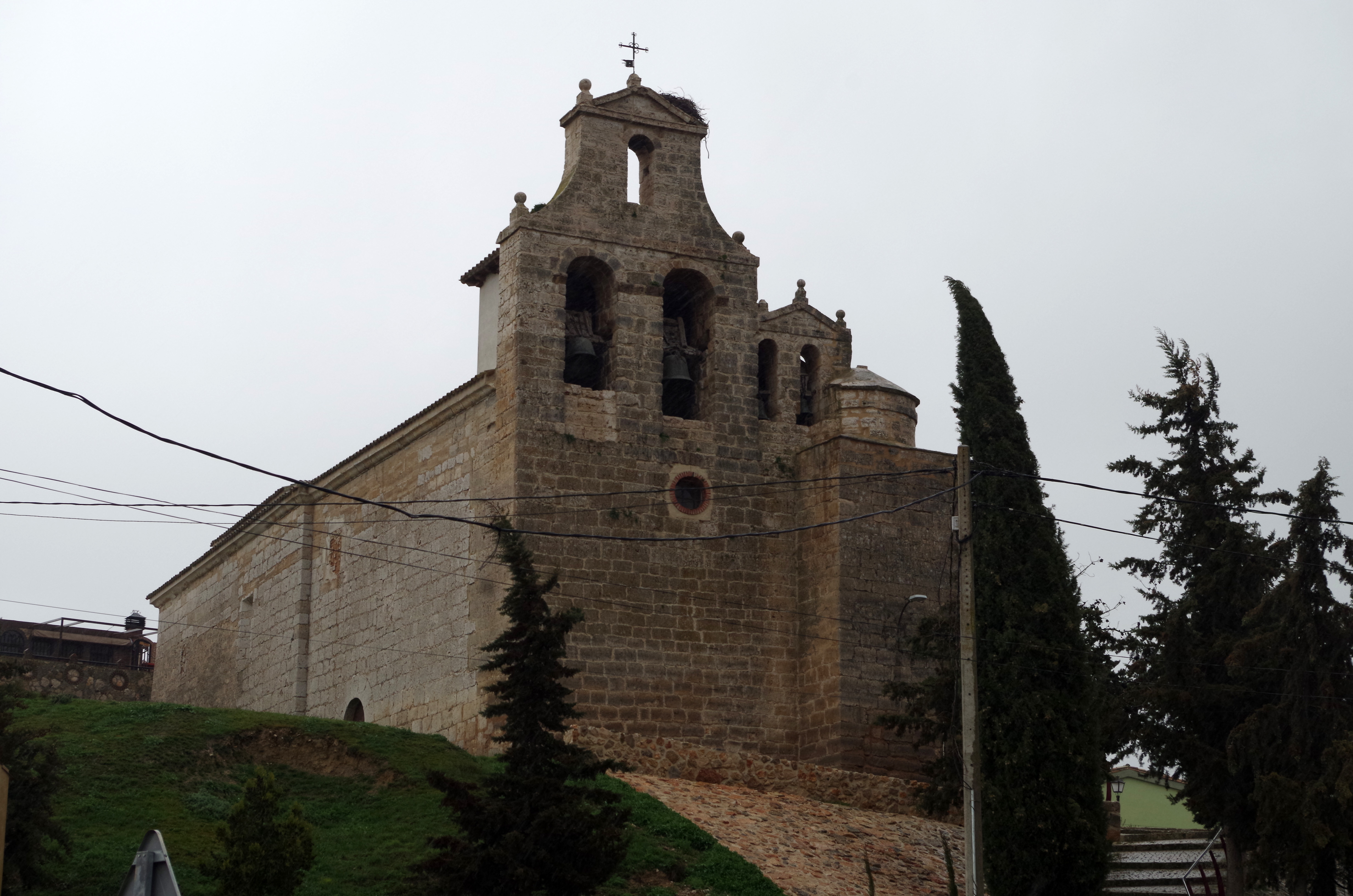
Marienkirche
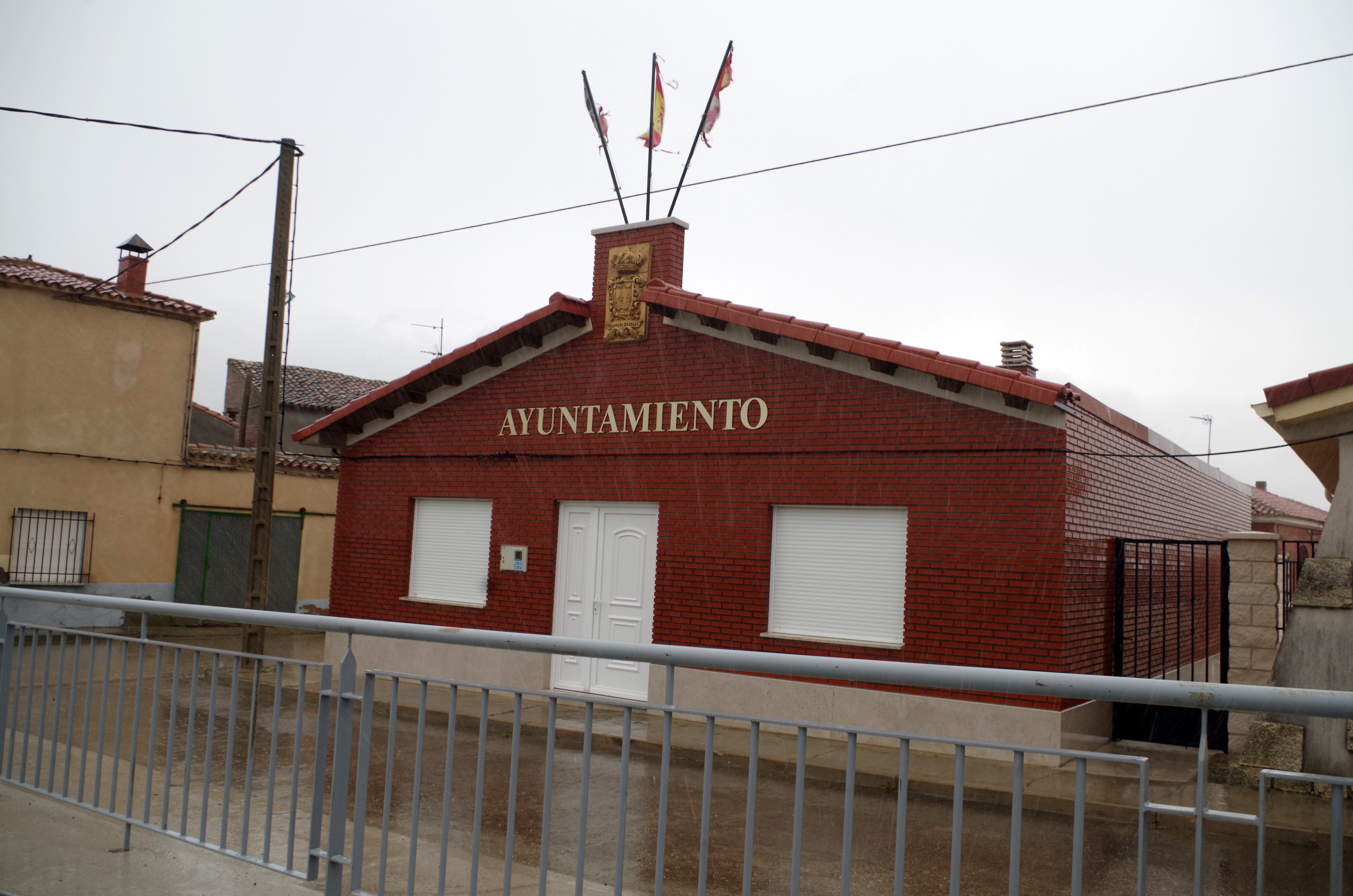
Rathaus

- Marienkirche
- Rathaus